# Fairuza Balk
Pour les articles homonymes, voir Balk.
 (octobre 2020).
Si vous disposez d'ouvrages ou d'articles de référence ou si vous connaissez des sites web de qualité traitant du thème abordé ici, merci de compléter l'article en donnant les références utiles à sa vérifiabilité et en les liant à la section « Notes et références ».
Fairuza Feldthouse, dite Fairuza Balk, est une actrice et musicienne américaine née le 21 mai 1974 à Point Reyes (Californie).

## Biographie
Née à Point Reyes, en Californie, Fairuza Balk est élevée dans le culte de la musique par une mère danseuse et un père folk-singer. La légende veut que son prénom lui ait été donné par son père qui, en voyant ses yeux, s'est écrié « Fairuza », « turquoise » en persan.
Très vite lancée dans le grand bain avec le rôle de Dorothy dans une suite au Magicien d'Oz, elle reste à Londres jusqu'en 1988, puis part pour Paris pour jouer dans Valmont de Miloš Forman. À la suite du film, elle fait une pause de quelques années et retourne étudier à Vancouver. À son retour, les rôles sont plus rares, mais son physique fragile et son regard félin lui permettent de débusquer quelques compositions marquantes dans Dangereuse Alliance, Dernières heures à Denver (1996) ou L'île du Docteur Moreau (1997).
Moins demandée par Hollywood qu'à ses débuts, Fairuza se concentre alors sur des rôles où elle peut exploiter tout son potentiel. Elle est ainsi particulièrement remarquée dans des compositions de jeune fille fragile chez Cameron Crowe dans Presque célèbre (2001) ou en petite amie de nazi à la dérive dans American History X (1999).
Depuis 2019, elle tient le rôle de Lizzie Thomas dans la série Paradis City.

## Filmographie

### Cinéma
- 1985 : Oz, un monde extraordinaire : Dorothy
- 1986 : Discovery : Molly
- 1988 : The Outside Chance of Maximilian Glick : Delia Brzjinski
- 1989 : Valmont : Cecile
- 1992 : Gas, Food Lodging : Shade
- 1994 : Tollbooth : Doris
- 1994 : Imaginary Crimes : Sonya Weiler
- 1995 : Dernières heures à Denver (Things to Do in Denver When You're Dead) : Lucinda
- 1996 : Dangereuse Alliance (The Craft) : Nancy Downs
- 1996 : L'Île du docteur Moreau (The Island of Dr Moreau) : Aissa
- 1997 : Le Maître du jeu (The Maker) : Bella Sotto
- 1997 : Américain impekable (American Perfekt) de Paul Chart : Alice Thomas
- 1998 : There's No Fish Food In Heaven : Mona
- 1998 : American History X : Stacey
- 1998 : Waterboy (The Waterboy) : Vicki Vallencourt
- 2000 : Red Letters : Gretchen Van Buren
- 2000 : Presque célèbre (Almost Famous) : Sapphire
- 2002 : Personal Velocity: Three Portraits : Paula
- 2002 : Les Voyous de Brooklyn (Deuces Wild) de Scott Kalvert : Annie
- 2005 : What Is It? : Snail (voix)
- 2005 : Don't Come Knocking : Amber
- 2005 : A Year and a Day : Lola
- 2006 : Wild Tigers I Have Known : Logan's Mom
- 2008 : Humboldt County : Bogart
- 2008 : The Neighbours (Grindstone Road) : Hannah
- 2009 : Bad Lieutenant : Escale à La Nouvelle-Orléans (Bad Lieutenant: Port of Call New Orleans) : Heidi
- 2013 : Dose of Reality : Rose
- 2015 : Battle Scars : Rifka
- 2015 : August Falls : Anna Ellison
- 2020 : The Craft : Les Nouvelles sorcières (The Craft: Legacy) : Nancy Downs

### Télévision
- 1983 : The Best Christmas Pageant Ever : Betty Bradley
- 1985 : Prête-moi ta vie (Deceptions)
- 1986 : Les Apprenties sorcières : Mildred Hubble
- 1987 : Barbara Hutton, destin d'une milliardaire (en) (Poor Little Rich Girl: The Barbara Hutton Story) : Barbara à 12 ans
- 1991 : Jusqu'à ce que la mort nous sépare (Deadly Intentions… Again?) : Stacey
- 1992 : Shame : Lizzie Curtis
- 1992 : Jalousie criminelle (The Danger of Love: The Carolyn Warmus Story) : Lisa
- 1993 : Murder in the Heartland (en) : Carol Ann Fugate
- 1995 : L'Affaire Angel Harwell (Shadow of a Doubt) : Angel Harwell
- 2001 : Les Soprano (The Sopranos) : Agent Deborah Ciccerone
- 1999 : Les Griffin (Family Guy) : Connie
- 2003 : La Ligue des justiciers (Justice League) : Penny
- 2006 : Orpheus : Karen
- 2006 : Les Maîtres de l'horreur (Masters of Horror) : Stacia
- 2015 : Ray Donovan : Ginger
- 2019 : Paradise City : Lizzie Thomas

### Doublage
- 2002 : Grand Theft Auto: Vice City : Mercedes

## Voix françaises
| - Barbara Tissier dans : - Oz, un monde extraordinaire - Dangereuse Alliance - Prête-moi ta vie - The Craft : Les Nouvelles sorcières - Stéphanie Murat dans : - American History X - Waterboy - Isabelle Ganz dans Valmont - Odile Schmitt dans Dernières heures à Denver - Dorothée Pousséo dans Presque célèbre - Isabelle Leprince dans Bad Lieutenant : Escale à La Nouvelle-Orléans - Laurence Charpentier dans Ray Donovan - Céline Mauge dans Don't Come Knocking |